# Colfax (Virginia Occidental)
Colfax es un área no incorporada ubicada dentro del Distrito Palatine, una división civil menor del condado de Marion (Virginia Occidental), Estados Unidos. Está catalogada como un asentamiento humano por la Junta de Nombres Geográficos de los Estados Unidos.
El número de identificación (ID) asignado por el Servicio Geológico de Estados Unidos es 1537519.

## Geografía
Se encuentra a una altitud de 274 metros sobre el nivel del mar (899 pies) según el conjunto de datos de elevación nacional.